# Jamai
Jamai là một thành phố và khu đô thị của quận Chhindwara thuộc bang Madhya Pradesh, Ấn Độ.

## Địa lý
Jamai có vị trí 22°12′B 78°35′Đ / 22,2°B 78,58°Đ Nó có độ cao trung bình là 748 mét (2454 feet).

## Nhân khẩu
Theo điều tra dân số năm 2001 của Ấn Độ, Jamai có dân số 22.426 người. Phái nam chiếm 52% tổng số dân và phái nữ chiếm 48%. Jamai có tỷ lệ 76% biết đọc biết viết, cao hơn tỷ lệ trung bình toàn quốc là 59,5%: tỷ lệ cho phái nam là 82%, và tỷ lệ cho phái nữ là 69%. Tại Jamai, 11% dân số nhỏ hơn 6 tuổi.